# Християндемократически и фламандски
Християндемократически и фламандски (на нидерландски: Christen-Democratisch en Vlaams, CD&V) е белгийска центристка християндемократическа партия, активна главно сред фламандската общност. Членува в Европейската народна партия. От 2010 година председател на партията е Ваутер Беке.
Партията е създадена през 1972 година под името Християнска народна партия, след разцеплението на езиков принцип на общобелгийската Християнска народна партия. Тя претърпява тежко поражение през 1999 година, когато след поредица от скандали коалицията, водена от Жан-Люк Деан, пада от власт и прекъсва дългогодишното почти непрекъснато участие на християндемократите в управлението на страната.
През следващите години в партията протичат вътрешни реформи, като още през 1999 година е прието сегашното име. Въпреки това тя губи голяма част от традиционната си подкрепа в селските райони за сметка на националистическия Фламандски блок. През 2004 година, в коалиция с Новофламандски алианс, тя все пак получава най-голям брой гласове на изборите във Фландрия и лидерът на партията Ив Льотерм оглавява фламандското правителство. През 2007 година коалицията на Християндемократически и фламандски и Новофламандски алианс отново е първа на федералните избори и след продължили до началото на 2008 година преговори Ив Льотерм става министър-председател на Белгия.

## Председатели
Християнска народна партия
- 1968-1972 Роберт Вандекеркхове
- 1972-1979 Вилфрид Мартенс
- 1979-1982 Лео Тиндеманс
- 1982-1988 Франк Свален
- 1988-1993 Херман Ван Ромпой
- 1993-1996 Йохан Ван Хеке
- 1996-1999 Марк Ван Пел
- 1999-2001 Стефан Де Клерк

Християндемократически и фламандски
- 2001-2003 Стефан Де Клерк
- 2003-2004 Ив Льотерм
- 2004-2007 Йо Ваньорзен
- 2007-2008 Етиен Схаупе
- 2008-2008 Ваутер Беке
- 2008-2010 Мариане Тейсен
- 2010-... Ваутер Беке